# تصوير بصري
تم اقتراح التصوير البصري (OMG) في عام 2015 كتقنية يمكن استخدامها لمراقبة النشاط العضلي. من الممكن استخدام التصوير البصري لنفس التطبيقات حيث يتم استخدام التصوير الكهروميكانيكي (EMG وMchanomyography (MMG). ومع ذلك، توفر التصوير البصري نسبة إشارة أعلى إلى الضوضاء وتحسين المتانة ضد العوامل والقيود المزعجة من التصوير الكهروميكانيكي. المبدأ الأساسي لالتصوير البصري هو استخدام أجهزة استشعار بصرية نشطة شبه حمراء لقياس الاختلافات في الإشارات المقاسة التي تنعكس من سطح الجلد مع تنشيط العضلات أسفل وحول بقعة الجلد حيث يركز جهاز الاستشعار الكهروضوئي لقياس الإشارات المنعكة من هذه البقعة.

## تطبيقات
توليد إشارات التحكم المناسبة هو أهم مهمة لتكون قادرة على التحكم في أي نوع من الأطراف الاصطناعية أو لعبة الكمبيوتر أو أي نظام آخر يحتوي على وحدة تفاعل بين الإنسان والكمبيوتر أو وحدة نمطية. ولهذا الغرض، تُقاس إشارات سطحية-كهربائية (s-EMG) وإشارات ميكانووميوغرافي (MMG) أثناء الأنشطة العضلية وتستخدم، ليس فقط لرصد وتقييم هذه الأنشطة، ولكن أيضا للمساعدة في توفير علاج إعادة تأهيل فعال للمرضى الذين يعانون من إعاقات وكذلك في بناء الأطراف الاصطناعية المتطورة والتحكم فيها لمختلف أنواع المبتورين والإعاقات. ومع ذلك، في حين أن النظم القائمة القائمة S-EMG و MMG لها فوائد مقنعة، فإن العديد من التحديات الهندسية لا تزال دون حل، خاصة فيما يتعلق بنظام التحكم الحسي.